# Městský fotbalový stadion Hlučín
Městský fotbalový stadion Hlučín – stadion piłkarski w Hulczynie, w Czechach. Obiekt może pomieścić 2380 widzów. Swoje spotkania rozgrywają na nim piłkarze klubu FC Hlučín.